# Стремоусов, Кирилл Сергеевич
Кири́лл Серге́евич Стремоу́сов (укр. Кирило Сергійович Стремоусов; 26 декабря 1976, Гольмовский, Донецкая область — 9 ноября 2022, под Новой Каховкой, Херсонская область) — украинский и российский политический и общественный деятель, а также коллаборационист, во время российской оккупации Херсонской области занимавший должность заместителя главы оккупационной администрации.
Один из лидеров украинского движения против вакцинации от коронавируса. Председатель коллаборационистского Комитета спасения за мир и порядок, действующего в Херсонской области. Заместитель председателя оккупационной Военно-гражданской администрации Херсонской области по делам семьи, молодёжи, спорта и информационной политике. Прокуратурой Украины объявлен подозреваемым по уголовным статьям о государственной измене.
В 2022 году из-за поддержки вторжения России на Украину попал под санкции Европейского союза, США и ряда других стран.

## Биография
Родился 26 декабря 1976 года в пгт Гольмовский Донецкой области Украинской ССР. Окончил Западноукраинский национальный университет, затем был владельцем компании по производству кормов для рыб. Позже возглавил рыбную инспекцию, а в 2007 году занял руководящую должность в Киевском комитете рыбного хозяйства, однако в 2009 году подал в отставку и уехал в Херсон.
По приезде в город в 2009 году основал информационное агентство «Таврия Ньюс», вёл семинары по альтернативной медицине и стал членом нового религиозного движения оккультно-конспирологического характера «Концепция общественной безопасности». Был одним из организаторов так называемых «Русских пробежек» с флагами российских ультраправых организаций. Был связан с бывшим депутатом Сергеем Кириченко, поддерживавшим «правых национал-автономов», а также с организацией Виктора Медведчука «Украинский выбор». Основал политическую организацию «За Президента», поддерживая Виктора Януковича. Был организатором пророссийского «антимайданного» митинга 1 марта 2014 года.
В 2011 году получил на 5 лет рабочую визу в США, куда отправился собирать материал для книги. В течение месяца жил и работал разнорабочим в Чикаго. Путешествовал автостопом по США, Центральной и Южной Америке.
В апреле 2013 года учредил общественную организацию «Местная инициатива», а в декабре — общественную организацию «За президента Украины», выступавшую в поддержку Януковича. В этот же период Стремоусов стал организатором пробежек в поддержку России.
В 2016 году стал соучредителем ОО «Украинский центр экологической самообороны».
В украинской прессе был известен своими драками. Так, в феврале 2017 года Стремоусов насильно вывел на улицу мэра Херсона и повалил его на тротуар, заявив, что это способ заставить мэра расчистить улицы от гололёда. В том же месяце в горсовете повалил на пол и начал избивать ногами полицейского. В мае 2018 года ворвался на платный пляж, а при попытке его вывести (после того, как охранник брызнул в него из газового баллончика) выстрелил в охранника из травматического пистолета. В том же году попытался напасть на конвой СБУ, чтобы перед заседанием суда отбить крымского депутата от «Единой России», а позже в кабинете мэра, куда привёл участников протестов против отключения света, напал на первого заместителя главы Херсона. 18 января 2019 года стал участником инцидента со стрельбой и распылением слезоточивого газа в пресс-клубе газеты «Новий день», после чего был отстранён от должности руководителя областного отделения соцпартии. В июне 2020 года напал на журналиста (поводом, по данным местной прессы, стала негативная публикация про Стремоусова). В августе 2021 года затеял скандал на автобусной остановке возле железнодорожного вокзала с перевозчиками из области. Но его самого побили и брызнули в лицо слезоточивым газом.
В период с ноября 2017 по январь 2019 года являлся председателем Херсонского отделения Социалистической партии Украины, которую на тот момент возглавлял Илья Кива. С 2021 года был членом пророссийской партии «Держава».
На украинских парламентских выборах 2019 года баллотировался в народные депутаты Украины как самовыдвиженец по 82-му округу, получив 1,74 % голосов.
Во время пандемии COVID-19 начал продвигать антипрививочные убеждения и теории заговора. В своих роликах он обвинял власти в распространении COVID-19, рассказывал о «биолабораториях США на Украине» и призывал жителей не носить масок и не придерживаться ограничений.
На выборах в мэры Херсона 2020 года набрал 1,37 % голосов.
Соучредитель ИА «Таврия Ньюс» и ОО «Украинский центр экологической самообороны», бывший глава Херсонского отделения Социалистической партии Украины, блогер.

### Во время российской оккупации
После начала вторжения России на Украину в 2022 году и последующей российской оккупации Херсонской области, будучи пророссийским активистом, поддержал действия России и в начале марта сформировал коллаборационистский Комитет спасения за мир и порядок.
26 апреля 2022 года объявил себя заместителем председателя Военно-гражданской администрации Херсонской области. На этой должности распорядился заблокировать на территории Херсонской области сервисы Google, YouTube и Viber, а также собирался заблокировать Facebook и Instagram. По крайней мере Instagram действительно был заблокирован.
30 августа опубликовал видеообращение с критикой того, как украинские каналы и СМИ освещали контрнаступление ВСУ под Херсоном. Изучившие видео журналисты Русской службы Би-би-си пришли к выводу, что записано оно было в пятизвёздочном отеле Mariott в Воронеже.
17 октября выпустил видео, в котором заявил, что «уже скоро по всей планете Земля пройдут народные референдумы воссоединения с Россией». В прочитанном им стихотворении говорилось, что к России следует присоединить, среди прочего, Чехию, Польшу, Венгрию и Румынию: «Вижу Прагу и Варшаву, Будапешт и Бухарест. Это русская держава, сколько здесь любимых мест? Вижу пагоды в Шри-Ланке. И Корею, и Китай… Где бы я ни ехал в танке, всюду мой любимый край».
28 сентября 2022 года из рук главы Крыма Сергея Аксёнова получил российский паспорт.

### Смерть
9 ноября 2022 года СМИ и российские представители сообщили о гибели Стремоусова. Согласно официальной версии, он погиб в ДТП в 8 километрах от Новой Каховки. Таким образом, он погиб в тот день, когда был обнародован приказ министра обороны России об оставлении города Херсона и отступлении российских вооружённых сил на левый берег Днепра (хотя публичные сообщения об этом приказе появились уже после смерти Стремоусова). Ответственность за убийство взяла организация «Атеш».
О месте смерти поступали противоречивые данные. Кроме того, министр здравоохранения оккупационной администрации Херсонской области Вадим Ильмиев сказал, что ДТП произошло на трассе Херсон — Армянск. Однако на кадрах с места события, опубликованных РИА Новости, виден дорожный указатель: Херсон — 64 км, Новая Каховка — 8 км, и т. д., что достаточно далеко (более ста километров) от Геническа, также очень далеко от прямого пути из Херсона в Армянск. Таким образом, ближайшим или одним из ближайших городов является Новая Каховка.
Украинский заместитель главы Херсонского облсовета Юрий Соболевский 9 ноября заявил, что гибель Стремоусова могла быть инсценировкой. Ничего не известно о грузовике и его водителе, не показано тело погибшего и заключение о смерти.
Был отпет в Александро-Невском соборе и похоронен 11 ноября в Симферополе на кладбище Абдал.
11 ноября представитель оккупационной администрации заявил, что именем Стремоусова будет названа улица в Херсоне, а также ему поставят памятник в городе. Однако в этот же день Херсон перешёл под контроль вооружённых сил Украины.

## Награды
- Орден Мужества (9 ноября 2022 года) — за мужество и отвагу, проявленные при исполнении служебного долга (посмертно)[2].

## Санкции и уголовное преследование
3 июня 2022 года Стремоусов был внесён в санкционные списки Евросоюза, так как он «участвовал в марте 2022 года в создании коллаборационистского „Комитета спасения за мир и порядок“, органа для сотрудничества с российской оккупационной властью в Херсонской области», тем самым «поддерживая и продвигая политику, подрывающую территориальную целостность, суверенитет и независимость Украины».
16 июня 2022 года попал под санкции Великобритании за «поддержку и продвижение политики, которая дестабилизирует Украину и угрожает территориальной целостности, суверенитету и независимости Украины».
27 июня 2022 года Стремоусов был включён в санкционный список Канады «прокси, поддерживаемых Россией» за «соучастие в неоправданном вторжении России в Украину». 2 августа 2022 года попал под санкции США.
По аналогичным причинам находился под санкциями Швейцарии, Австралии, Японии, Украины и Новой Зеландии.
18 октября 2023 года Малиновский районный суд Одессы заочно приговорил Стремоусова к девяти годам заключения по обвинению в коллаборационизме, 13 годам заключения с конфискацией имущества за госизмену и пожизненному — за госизмену в условиях вооружённого конфликта. Продолжение судебного преследования Стремоусова после его гибели объясняется тем, что украинские власти не могли официально её подтвердить.

## Личная жизнь
Жена — Оксана Сергеевна Стремоусова (в девичестве Розмировская). У Кирилла и Оксаны пятеро детей: Ярослав, Златомир, Лев, Милада и Амелия. После смерти Кирилла Стремоусова стало известно, что супруги ждали шестого ребёнка.

## Оценки
По мнению социально-политического психолога и специалиста по невербальному поведению Валентина Кима, Стремоусов напоминает типичного трикстера (англ. trickster — обманщик, ловкач). Частая смена места работы в большинстве случаев свидетельствует о конфликтном характере, неуживчивости и отстаивании справедливости в его понимании. Это приводит к тому, что он не может долго усидеть на одном месте. Такой человек ориентирован на социальное признание. Он старается всегда быть в тренде и вызвать возмущение системы, с которой воюет. Его поведение свидетельствует о глубокой эмоциональной несдержанности, ради внимания он готов идти на обман, готов подтасовывать факты и искажать действительность. При этом его нельзя назвать трусом.
Согласно оценке The Moscow Times, Кирилл Стремоусов был «плодовитым пропагандистом», который распространял «пророссийские сообщения на своих многочисленных каналах в социальных сетях».